# Liophloeus lentus
Liophloeus lentus är en skalbaggsart som beskrevs av Ernst Friedrich Germar 1824. Liophloeus lentus ingår i släktet Liophloeus, och familjen vivlar. Arten har ej påträffats i Sverige.